# バーク・センター駅
バーク・センター駅（英語：Burke Centre Station）は、アメリカ合衆国バージニア州フェアファックス郡バークプレミアコート10399にある駅。 全米各地を結ぶ旅客鉄道のアムトラックおよびワシントンとバージニア州内の近郊輸送を担うバージニア急行鉄道(VRE)マナサス線が乗り入れている。

## 概要
バーク・センター駅は、ワシントンD.C.の約32キロ西、フェアファックス郡中南部に位置している。通勤鉄道のバージニア急行鉄道（VRE）マナサス線がバージニア州北部の都市とワシントン中心部を結ぶ運行を開始した時の1992年に開業した。2009年10月1日にはアムトラック、アムトラックバージニア、とバージニア州鉄道・公共交通機関省（Virginia DRPT）との間のパートナーシップによりボストン - リンチバーグ間に運行区間を延長した。4か月後、当駅がアムトラックの正式な停車駅として時刻表に記載された。

## 利用可能な鉄道路線／列車
アムトラックの停車する列車は下記の通り。
ボストンとリンチバーグ間の昼行長距離列車ノースイースト・リージョナル…1日1往復停車
バージニア急行鉄道(VRE)の停車する列車は下記の通り。
ワシントンとプリンスウィリアム郡間のマナサス線…1日7往復停車

## バス
当駅から乗車できるバスは以下の通り。
路線バス： メトロバス (Metrobus) …17B系統、17L系統
路線バス： フェアファックス・コネクター (Fairfax Connector) …タイソンズ・コーナー・エクスプレス・サービス (495F系統、 495G系統、495J系統 495M系統)